# Пазенан
Пазенан — газоконденсатно-нафтове родовище в Ірані. Входить у Нафтогазоносний басейн Перської затоки.

## Характеристики
Запаси 475 млн т нафти та 1414 млрд т газу. Три поклади, 44 свердловини. Річний видобуток нафти 3 млн т.